# Hercostomus paradoxopterus
Hercostomus paradoxopterus är en tvåvingeart som beskrevs av Stackelberg 1949. Hercostomus paradoxopterus ingår i släktet Hercostomus och familjen styltflugor. Inga underarter finns listade i Catalogue of Life.